# کیریس آو انهیلم
کیریستینا ماریاننه (کیریس) آو اِنهیلم (فنلاندی: Cristina Marianne (Cris) af Enehielm؛ زادهٔ ۲۴ مارس ۱۹۵۴، هلسینکی) هنرمند فنلاندی است.
آو اِنهیلم در سال ۱۹۷۷ به عنوان یک هنرمند تجسمی از Fria konstskolan در هلسینکی و در سال ۱۹۸۱ به عنوان بازیگر از آکادمی تئاتر در هلسینکی فارغ‌التحصیل شد. او مادر دو پسر است: آندرئاس و تی‌آدُر.
آو اِنهیلم به عنوان بازیگر در رادیو، تلویزیون و سینما کار کرده است و به عنوان هنرمند تجسمی؛ خواننده، کارگردان، طراح لباس، طراح صحنه، مربی و مدرس و پرفرمنس آرتیست بوده است و به عنوان معلمِ بازیگری نیز در آکادمی تئاتر در هلسینکی کار کرده است. او همچنین در ساخت و ضبط چند رقص شرکت کرده است. وی در تئاتر Raivoisat Ruusut (گلهای خشمگین)، تئاتر سوئد، Klockriketeatern و تئاتر Lilla در هلسینکی، تئاتر Wasa و Printing Theatre در Karis، تئاتر دراماتیک سلطنتی در استکهلمِ سوئد نیز کار کرده است. وی در سال ۲۰۰۴ نمایشی را در جشنوارهٔ بلمان کارگردانی کرد.